# Mitry-Mory
Mitry-Mory ist eine französische Gemeinde mit 20.393 Einwohnern (Stand 1. Januar 2022) im Arrondissement Meaux im Département Seine-et-Marne in der Region Île-de-France.

## Geographie
Die Stadt liegt 30 Kilometer östlich von Paris. Sie ist verkehrstechnisch gut erschlossen, der Flughafen Charles de Gaulle ist nicht weit entfernt, und die Linie B 5 des RER, des Pariser Schnellvorortzugsystems, hält in Mitry-Mory. Dies führte in den letzten Jahrzehnten sowohl zu einer verstärkten Ansiedlung von Industrie als auch zu einem Zuzug von Pendlern.

## Partnerstädte
- Schmelz, Saarland, seit 1981
- Prudhoe, England, seit 1982
- Loumbila, Burkina Faso

## Sehenswürdigkeiten
- Kirche Saint-Martin, erbaut ab dem 14. Jahrhundert (Monument historique)
- Kirche Notre-Dame-Des-Saints-Anges, erbaut 1933
- Kapelle Sainte-Thérèse, erbaut 1971

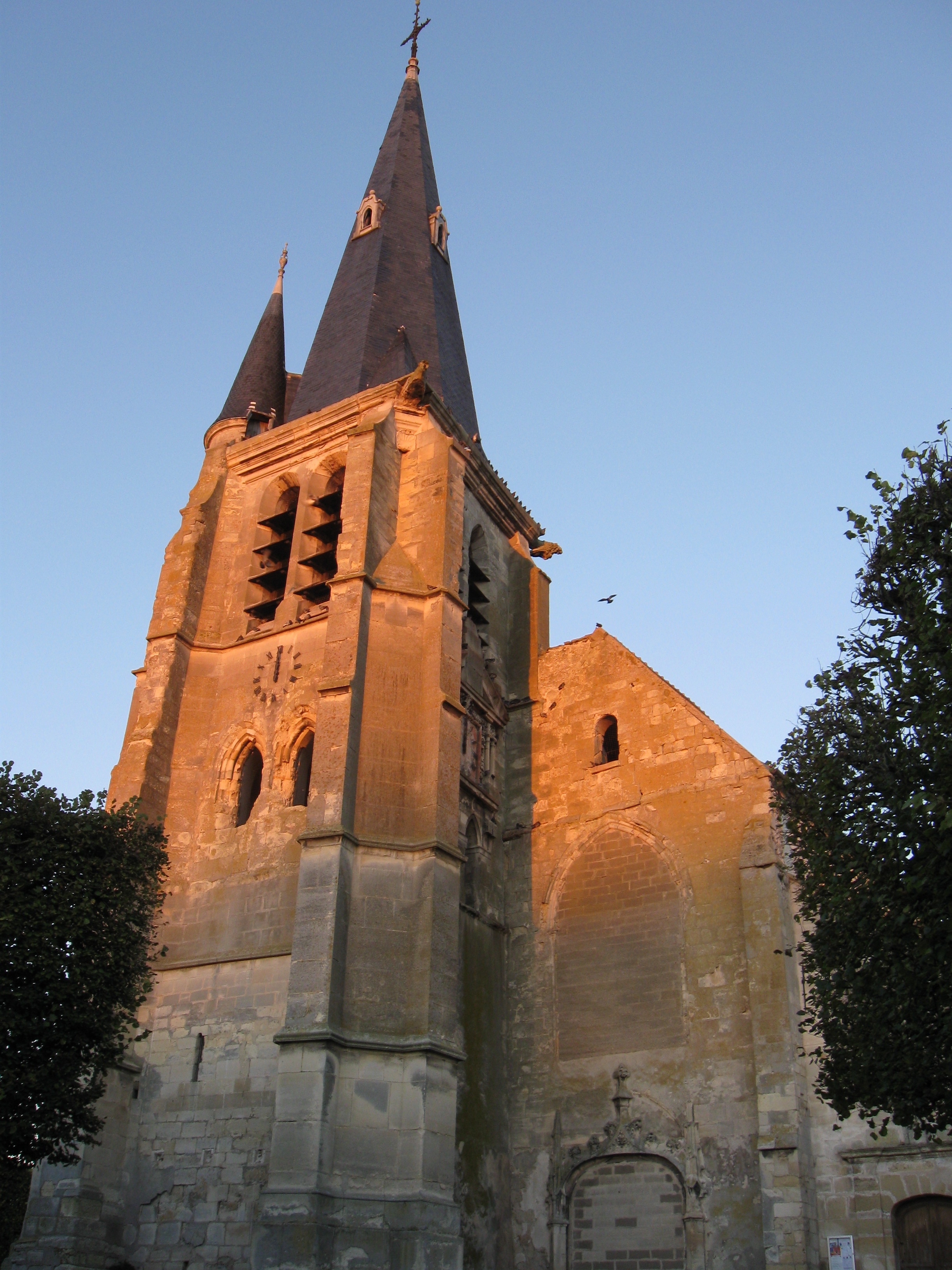
Kirche Saint-Martin